# St. Marienkirchen bei Schärding
St. Marienkirchen bei Schärding, Sankt Marienkirchen bei Schärding – gmina w Austrii, w kraju związkowym Górna Austria, w powiecie Schärding. Liczy 2025 mieszkańców.

## Współpraca
Miejscowości partnerskie:
- Stamsried, Niemcy
- Suben, Górna Austria